# Fotokijkers

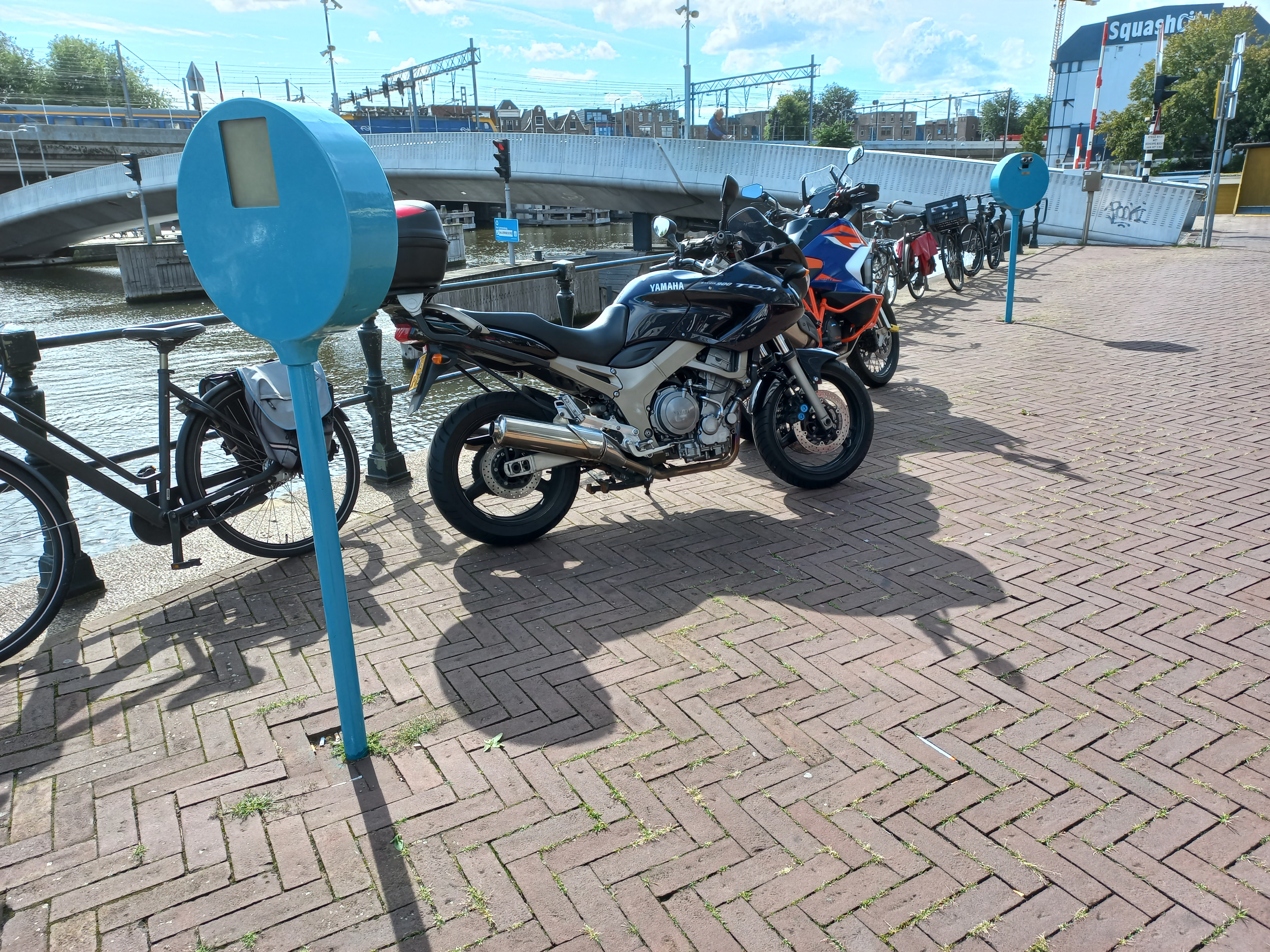
Twee fotokijkers voor de Han Lammersbrug (augustus 2023)

Fotokijkers of Viewers is een artistiek kunstwerk in Amsterdam-Centrum.
Het is het werk van de kunstenaar Robin van 't Haar, die in zijn werk veelal mensen afbeeldde in hun stedelijke omgeving. Hij was van mening dat die omgeving (open ruimte) de mens beïnvloedde en daardoor invloed had op het gedrag van diezelfde mens. Van 't Haar maakte de fotokijkers rond 2008 als een tijdelijk project dat plek kreeg op het Kadijksplein, deze kade van de Schippersgracht, voor het Zeemanshuis. Volgens Jan Pieter Ekker van de kunstredactie van Het Parool (2023) waren er toen drie lichtblauwe trommels op zuiltjes, waarin foto’s te zien waren die Van 't Haar eerder in de omgeving had gemaakt. Hetzelfde artikel maakt melding van:
- een trommel met afbeeldingen van vrouwen die over het plein lopen
- een trommel met afbeeldingen van mannen, die voor zich uit staren
- een trommel met afbeeldingen fietsende toeristen.

Dit past geheel in de hierboven omschreven gedachtegang van de kunstenaar.
Na de beoogde periode verdwenen de trommels uit het straatbeeld om een aantal jaren op de duiken op het heringerichte Westerdoksplein. Opnieuw staan de trommels (nu twee) aan de waterkant. Van 't Haar keek hier ook naar de omgeving, maar richtte zich nu op “slechts” twee hoofdpersonen; zijn echtgenote en een vriendin die zijn afgebeeld op foto’s in de trommels die je deels zelf door draaibewegingen naar voren moet halen. Kijken in de kijkers levert een desoriënterend indruk op van de omgeving. Je staat namelijk zelf in de omgeving waarvan je op hetzelfde moment foto’s bekijkt, maar dan net van een ander gezichtspunt. Ekker omschreef de foto’s in één van de trommels als een serie waarbij er vanaf Amsterdam-Noord steeds wordt ingezoomd naar het Westerdok, waarbij je uiteindelijk uitkomt bij de trommel zelf. De trommels staan er overigens onopvallend bij, zodat bij bezoek geconstateerd werd, dat er nauwelijks gebruik van gemaakt wordt. Ook een tegel met toelichting, zoals elders, zou geen overbodige luxe zijn, aldus Ekker.